# Великий Бегінаж (Гент)
Великий Бегінаж Сінт-Амандсберг — це бегінаж площею вісім гектарів у передмісті Сінт-Амандсберг, недалеко від центру бельгійського міста Гент. Він був побудований між 1873 і 1874 роками на місці старого Бегінажу Святої Єлизавети в центрі міста. У Генті також є третій бегінаж Богоматері Тер Хоойен.

## Історія

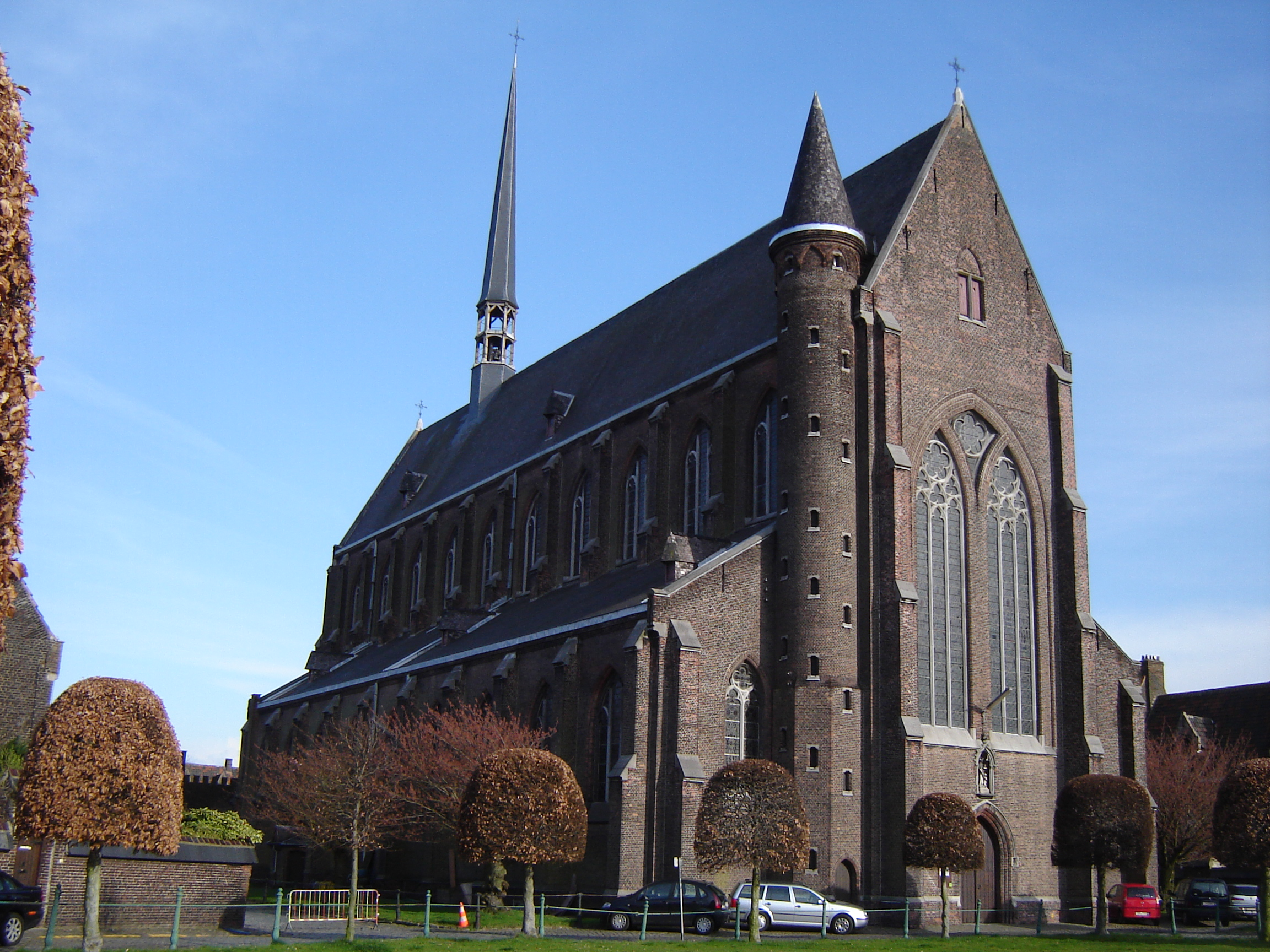
Його церква

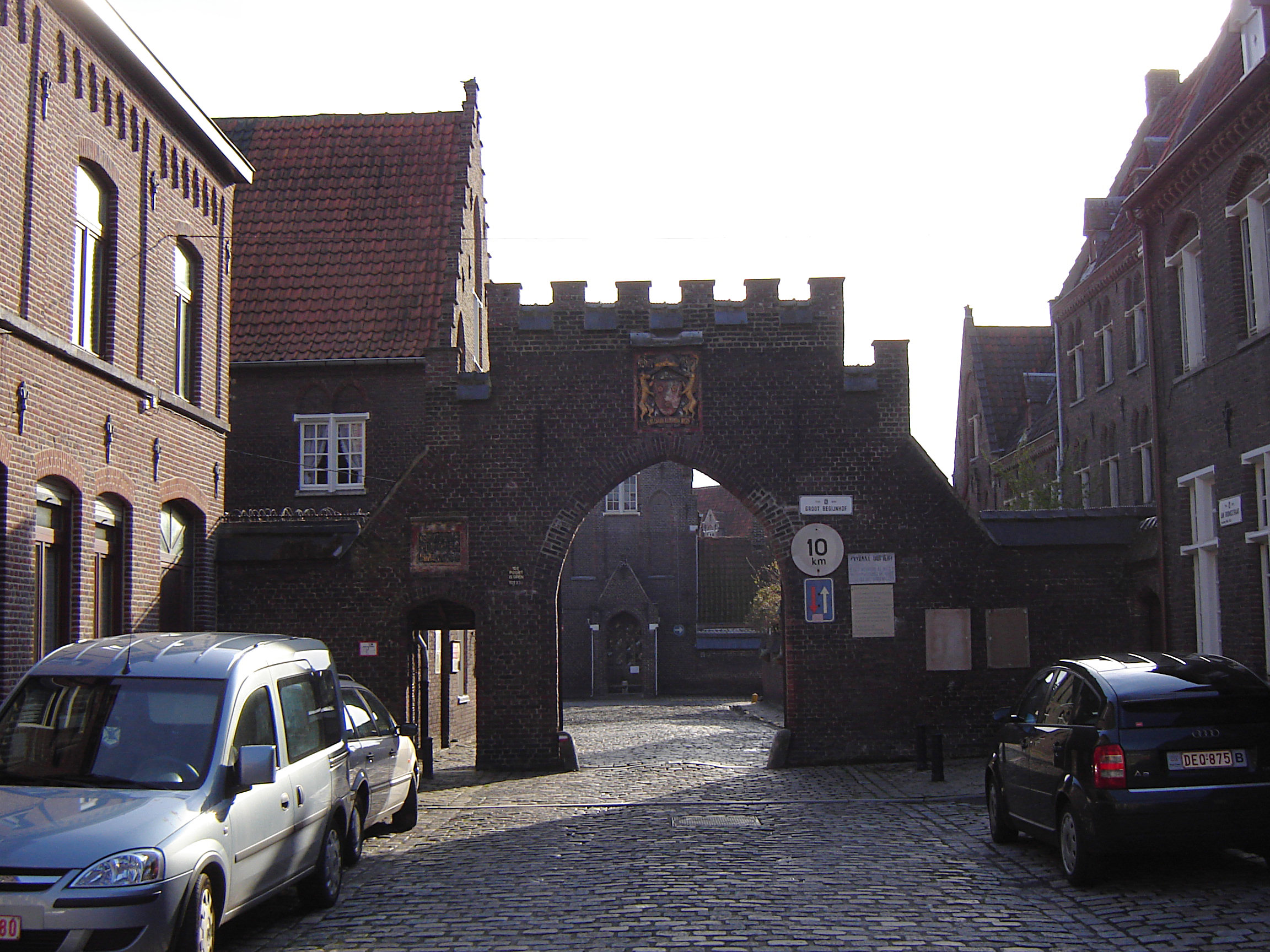
Вхід

Близько 1234 року Іоанна Константинопольська заснувала малий і великий бегінажі в Генті, обидва присвячені святій Єлизаветі. У другій половині 19 століття вони зіткнулися з труднощами з міською владою, оскільки вони перебували на ділянках, необхідних для розширення міста. Будувалися нові вулиці та прорізувалися нові канали, тому їх ізольованість була втрачена. Згодом місто шукало альтернативне місце для бегінажів за межами центру міста.
Енгельберт, 8-й герцог Аренберга, вже придбав великий і малий бегінажі, а також ділянку на Сінт-Баафскоутер, де будівництво нового бегінажу почалося в 1873 році. Він був повністю спланований архітектором Артуром Верхагеном і з великою центральною церквою з нефом Жаном-Батистом де Бетюном, присвяченою святим Єлизаветі Тюрінгійській, Михаїлу та Святим Ангелам. Має навісну стіну з двома вхідними брамами. Кожен будинок і монастир, окрім Groothuis, має передню галявину та оточений стінами з нішами, у яких утримуються святі над або біля воріт у садових стінах. Це єдиний неоготичний бегінаж у Фландрії.
Його було завершено всього за два роки, над ним одночасно працювали вісімнадцять будівельників — він почав діяти 29 вересня 1874 року з приблизно 600 бегінами, а її церкву було відкрито 28 вересня наступного року, а наступного року було додано більше прикрас. Він був класифікований як пам'ятка у 1994 році та включений до списку Світової спадщини Фландрських бегінажів у 1998 році. Останні бегіни померли в січні та серпні 2003 року, і будівлі поступово були перетворені на інші функції, зокрема для благодійних організацій.